# استیو دیویس (بازیکن فوتبال، زاده ۱۹۶۸)
استیو دیویس (انگلیسی: Steve Davis؛ زادهٔ ۳۰ اکتبر ۱۹۶۸) بازیکن فوتبال اهل بریتانیا است.
از باشگاه‌هایی که در آن بازی کرده‌است می‌توان به باشگاه فوتبال یورک سیتی، باشگاه فوتبال لوتون تاون، باشگاه فوتبال ساوت‌همپتون، باشگاه فوتبال بلکپول، باشگاه فوتبال نوتس کانتی، و باشگاه فوتبال برنلی اشاره کرد.